# Antoni Altadill i Teixidó
Antoni Altadill i Teixidó (Tortosa, 1828 - Barcelona, 1880) fou un prolífic escriptor i articulista català en llengua castellana.

## Biografia
Va fer estudis de Dret a la Universitat de Barcelona, però al cap d'un any els abandonà per a dedicar-se al periodisme i a la política. Quan esclatà la revolució de 1854 es va traslladar a Madrid, on va fundar el periòdic democràtic El Pueblo. El 1857 tornà a Barcelona, on va ser redactor de La Discursión i El Cañón Rayado, des d'on va fer propaganda antimilitarista contra la Guerra d'Àfrica. També col·laborà amb El Estado Catalán, que portava Valentí Almirall. Va començar a escriure novel·les amb el pseudònim d'"Antonio de Padua" i marxà un temps a Cuba com a secretari de Narcís Monturiol quan aquest intentava recaptar diners per a construir l'Ictineu.
Republicà militant, participà activament en la revolució de 1868 i en la fundació del diari El Estado Catalán, del que en fou un dels redactors. Durant la Primera República Espanyola fou nomenat governador civil de Guadalajara i de Múrcia. Va escriure novel·les socials i de costums com Barcelona y sus misterios (1860), protagonitzada per un progressista fugitiu de govern de Narváez que, en tornar a Barcelona des del seu exili a Amèrica, contempla la injustícia social i la hipocresia de les classes dominants. També va compondre una sèrie novel·lística de tema bíblic, alguns drames i textos polítics. Tot i que es va mantenir al marge del moviment literari de la Renaixença catalana, moltes de les seves obres són de temàtica catalana.

## Obres
- Barcelona y sus misterios (1860) novel·la de costums.
- Don Jaime el Conquistador (1861) drama històric.
- La monarquía sin monarca (1869) text polític
- La Pasión de Jesús
- A la toma de Tetuán
- La Voz de España
- El presidiario de Ceuta
- Garibaldi en Sicilia o la unidad italiana
- Los hijos del trabajo
- El trapero de Madrid
- La ambición en la mujer
- La conciencia
- El tanto por ciento
- La monarquía sin monarca
- Grandezas y miserias de la revolución de septiembre
- El último Borbón
- Amor de esposa
- Cruz de flores y cruz de espinas
- Judith
- Maria Magdalena
- José y la mujer de Putifar
- La casta Susana
- La madre de los Macabeos
- Esther
- La semilla del bien
- Los juramentos de amor